# Augusta Henriques
Augusta Henriques (geb. 1952) ist eine guinea-bissauische Umweltaktivistin und Pädagogin. Sie leitet die von ihr 1991 mitbegründeten NGO Tiniguena, die sich für Maßnahmen zur Erhaltung der biologischen Vielfalt und die Beteiligung der Bevölkerung in Guinea-Bissau einsetzt.

## Biographie
Augusta Henriques erlebte als Mädchen und junge Frau den Unabhängigkeitskampf gegen die portugiesische Kolonialgeschichte mit. Während ihres Studiums lernte sie den 1973 ermordeten Unabhängigkeitsführer Guinea-Bissaus, Amílcar Cabral, und seine Schriften kennen.
Direkt nach dem Studium begann sie im Ministerium für nationale Bildung zu arbeiten, wo sie zuletzt die Leitung der Abteilung für Erwachsenenbildung innehatte. In ihrer Zeit im Bildungsministerium lernte sie den brasilianischen Pädagogen Paulo Freire kennen, dessen Werk „Pädagogik der Unterdrückten“ bei ihr einen bleibenden Eindruck hinterließ.
1991 gründete sie mit anderen die NGO Tiniguena. Der Name bedeutet „Dieses Land ist unser Land“ in der Regionalsprache Kasanga.
Tiniguena hat den Schutz und die nachhaltige Nutzung der natürlichen Ressourcen, insbesondere der Biodiversität in Guinea-Bissau zum Ziel. Wichtig ist ihr die Förderung der Beteiligung lokaler Gemeinschaften an Umweltentscheidungen und -maßnahmen und die Umweltbildung und Sensibilisierung der Bevölkerung für ökologische Themen. Sie unterstützt die Umsetzung internationaler Umweltabkommen, wie des Pariser Klimaabkommens von 2005, auf nationaler Ebene und entwickelt partizipative Methoden zur Datenerhebung und Projektbewertung, um die Bedürfnisse der ländlichen Bevölkerung besser zu berücksichtigen.

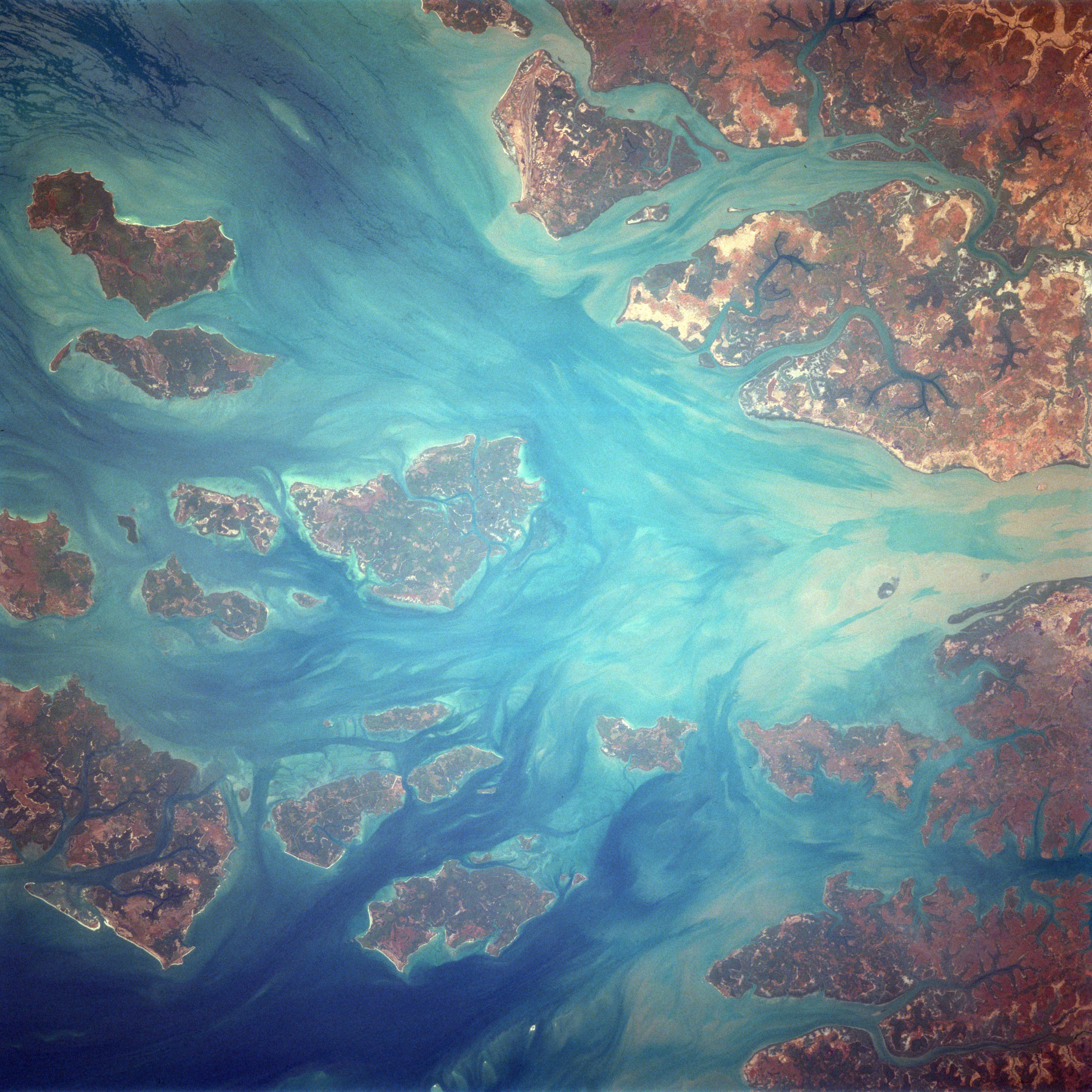
Satellitenaufnahme des Bissagos-Archipels

Tiniguena ist besonders für seine Arbeit im Bereich des Schutzes von Feuchtgebieten und der nachhaltigen Entwicklung bekannt. Das bekannteste Beispiel ist die Urok Community Marine Protected Area im Bissagos-Archipel, die seit 2005 über 54.000 Hektar umfasst. Hier werden nachhaltige Fischereipraktiken gefördert, illegale Fischerei bekämpft und die lokale Bevölkerung aktiv in das Management eingebunden. Dieses Schutzgebiet wurde 2019 mit dem Equator Prize des Entwicklungsprogramms der Vereinten Nationen (UNDP) ausgezeichnet.
Tiniguena unterstützt Kleinbauern bei der Produktion, Verarbeitung und Vermarktung lokaler Produkte, um landwirtschaftliche Biodiversität und Ernährungssouveränität zu stärken. Mit Initiativen wie Know to Love, Love to Protect werden seit über 25 Jahren Jugendliche durch Exkursionen und Bildungsprogramme für Natur- und Kulturerbe sensibilisiert. Seit 2016 betreibt Tiniguena ein öffentliches Monitoring-Projekt, um Missbrauch und Übernutzung von Ressourcen wie Fisch, Holz und Mineralien zu verhindern und die Zivilgesellschaft zu stärken. Projekte wie Rural Women fördern die Gleichstellung und Beteiligung von Frauen an Entscheidungsprozessen im Umweltbereich. Das APAC-Projekt (Área Protegida Comunitária) dokumentiert und schützt Gebiete, die von lokalen Gemeinschaften traditionell erhalten werden, und setzt sich für deren offizielle Anerkennung ein.
Sie war außerdem Gründungsmitglied der Foundation for Education with Production, einer vom südafrikanisch-botswanischen Erziehungswissenschaftler und Sozialpädagogen Patrick van Rensburg initiierten Wohltätigkeitsorganisation.
Henriques vertrat Guinea-Bissau auch international, unter anderem als Delegierte bei der International Union for Conservation of Nature (IUCN).

## Auszeichnungen
- 2012: Ramsar Wetland Conservation Award  in der Kategorie Management, verliehen von der Organisation der Vertragsstaaten der Feuchtgebietekonvention[8][9]